# Tsuyuten Jinja

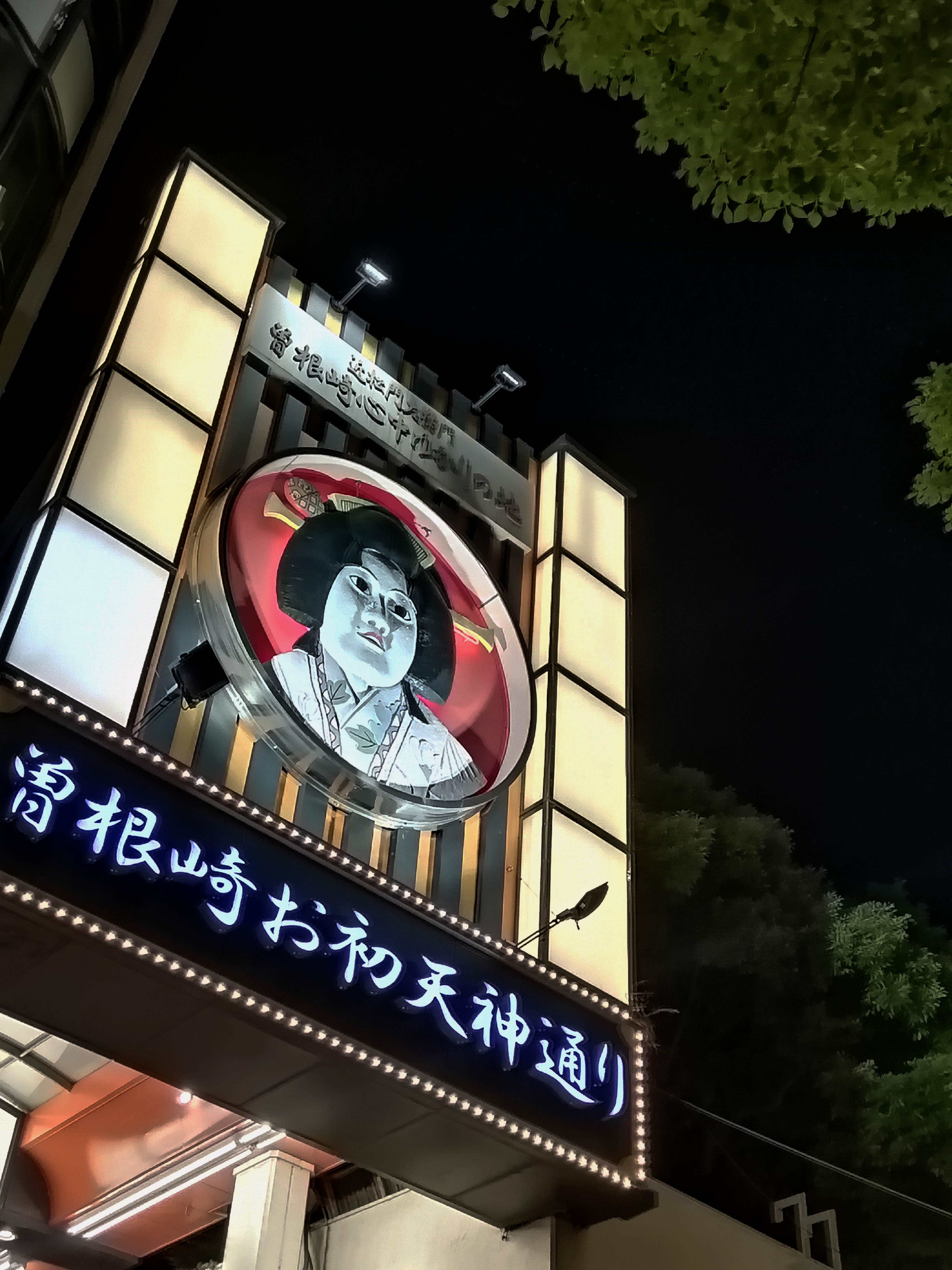
Señal luminosa del templo Tsuyuten por la noche

Tsuyuten Jinja (露天神社 Tsuyuten Jinja, lit. templo al aire libre, también llamado Ohatsu Tenjin お初天神, lit. templo de la primera vez) es un templo ubicado en Sonezaki 2-chome, Kita-ku, Osaka, Japón. Las deidades consagradas son las cinco deidades de Ōkuninushi , Sukunahikona , Amaterasu , Toyoukehime y Sugawara no Michizane. Actualmente el templo es reconocido por su asociación con la obra Los amantes suicidas de Sonezaki de Chikamatsu Monzaemon.

## Historia
Según la leyenda del templo, el santuario estaba consagrado en el sitio actual, que era una de las pequeñas islas flotantes en la bahía de Osaka, y estaba consagrado con la deidad Sumuji Sone (住吉須牟地曽根ノ神, Sumiyoshi Sumuji Sone no Kami). Se dice que el topónimo de Sonezaki (anteriormente llamado Sonesu) se basa en el nombre de esta deidad.
Aunque se desconoce la fecha de su establecimiento, el Festival Yasoshima de Nanba (難波八十島祭, Nanba Yasoshima Matsuri), que se dice que jugó un rol importante pues celebraba uno de los rituales de sucesión para el trono imperial, se remonta al tercer año del reinado del emperador Montoku, y se dice que el festival estaba en pleno apogeo en la época del emperador Kinmei en el siglo VI. Se puede inferir que el origen del templo se remonta a esa época. Además, el Mapa antiguo de Naniwa (難波之古図, Naniwa no kozu) dibujado en 1097 describe la ubicación del templo.
Durante el periodo Nanbokuchō, el poblado de Sonesu (曽根洲, Sone-shuu) se expandió gradualmente, convirtiéndose en Sonezaki (曽根崎, Sonezaki) ahora que estaba conectado a tierra. Alrededor de este tiempo, los residentes del norte de Watanabe se mudaron a esta área, despejaron los campos, comenzaron a cultivar, y fundaron Sonezaki con este templo para su protección.
Desde entonces, con la apertura de la primera estación de Osaka en 1894 y la apertura de la estación Umeda en 1903, el desarrollo de la región se ha acelerado, y el templo es también el centro de Kita, y ha ganado reconocimiento como santuario general de Umeda y Sonezaki.
El edificio del santuario existente se completó el 20 de septiembre de 1957, ya que el antiguo edificio del santuario fue destruido en la Segunda Guerra Mundial en junio de 1945. El 20 de octubre de 1977, como proyecto para conmemorar el 20 aniversario de la restauración del santuario, se repararon varias partes del recinto y se construyeron nuevos cercos y vallas, portón principal, tori, etc.

## Ohatsu Tenjin
El templo es mayormente conocido como Ohatsu Tenjin gracias a la obra Los amantes suicidas de Sonezaki de Chikamatsu Monzaemon basada en un incidente de suicidio que realmente ocurrió en las inmediaciones de este santuario en 1703. Después de eso, pasó a llamarse Ohatsu Tenjin por el nombre de la heroína de la historia: Ohatsu.
El incidente de los amantes suicidas ocurrió el 7 de abril, año 16 de la era Genroku, en el que Ohatsu, una cortesana de la casa de té de Tenmaya, y Tokubei, un empleado de Uchihonmachi Hiranoya, mueren por amor en el bosque Tenjin. Basado en esto, Chikamatsu Monzaemon hizo un drama para el teatro de marionetas. Esta obra fue muy popular entre la gente de la época, y se dice que muchos hombres y mujeres de todas las edades acudían al santuario para hacer peregrinaciones.
Actualmente, se puede leerla historia completa de los amantes suicidas dentro del templo y es un punto popular entre las parejas jóvenes y aquellas personas en busca de hacer oraciones relacionadas con el romance, asimismo se encuentra una estatua de la pareja de Ohatsu y Tokubei donde se pueden ofrecer plegarias y ema de esta naturaleza.